# Eliminatórias da Copa do Mundo FIFA de 2022 – CAF
A zona africana (CAF) das Eliminatórias da Copa do Mundo FIFA de 2022 foi disputada entre setembro de 2019 e março de 2022. Cinco equipes tem vaga direta para a Copa do Mundo FIFA de 2022.

## Formato
A Confederação Africana de Futebol anunciou em 10 de julho de 2019 o formato das eliminatórias, que restaura o formato usado nas eliminatórias da Copa do Mundo de 2014. A nova estrutura passará por três fases da seguinte forma:
- Primeira fase: 28 equipes (classificadas de 27 a 54) jogarão duas partidas, uma em casa e outra fora contra seu oponente. Os 14 vencedores irão avançar para a segunda fase.
- Segunda fase: 40 equipes (classificadas de 1 a 26 mais as 14 que passaram na fase anterior) serão divididas em 10 grupos de 4 seleções cada e jogarão partidas de ida e volta contra os adversários do seu grupo. Os primeiros colocados avançam para a terceira fase.
- Terceira fase: As 10 equipes serão divididas em 5 chaves de 2 seleções que jogarão partidas de ida e volta. O vencedor de cada chave se classifica pra Copa do Mundo FIFA de 2022.

## Calendário
O calendário para as eliminatórias é o seguinte: Após o reagendamento da Campeonato Africano das Nações de 2021 de junho / julho para janeiro / fevereiro, as datas da primeira e segunda rodada também foram remarcadas. Em 19 de agosto de 2020 a CAF anunciou que todas as partidas da segunda fase foram adiadas para 2021.
| Fase          | Rodada            | Datas                     |
| ------------- | ----------------- | ------------------------- |
| Primeira fase | Partidas de ida   | 2 de setembro de 2019     |
| Primeira fase | Partidas de volta | 10 de setembro de 2019    |
| Segunda fase  | Primeira rodada   | 1–4 de setembro de 2021   |
| Segunda fase  | Segunda rodada    | 5–8 de setembro de 2021   |
| Segunda fase  | Terceira rodada   | 6–9 de outubro de 2021    |
| Segunda fase  | Quarta rodada     | 10–12 de outubro de 2021  |
| Segunda fase  | Quinta rodada     | 11–13 de novembro de 2021 |
| Segunda fase  | Sexta rodada      | 14–16 de novembro de 2021 |
| Terceira fase | Partidas de ida   | 25 de março de 2022       |
| Terceira fase | Partidas de volta | 29 de março de 2022       |

## Participantes
As 54 associações afiliadas à FIFA da CAF entraram nas eliminatórias.
| Competem a partir da segunda fase (ranqueados do 1º ao 26º lugar) | Competem a partir da segunda fase (ranqueados do 1º ao 26º lugar) | Competem a partir da primeira fase (ranqueados do 27º ao 54º lugar) | Competem a partir da primeira fase (ranqueados do 27º ao 54º lugar) |
| --- | --- | --- | --- |
| 1. Senegal (20) 2. Tunísia (29) 3. Nigéria (33) 4. Argélia (40) 5. Marrocos (41) 6. Egito (49) 7. Gana (50) 8. Camarões (53) 9. RD Congo (56) 10. Costa do Marfim (57) 11. Mali (59) 12. Burquina Fasso (61) 13. África do Sul (70) 14. Guiné (75) | 1. Cabo Verde (76) 2. Uganda (80) 3. Zâmbia (81) 4. Benim (82) 5. Gabão (90) 6. Congo (91) 7. Madagascar (96) 8. Níger (104) 9. Líbia (105) 10. Mauritânia (106) 11. Quénia (107) 12. República Centro-Africana (111) | 1. Zimbabwe (112) 2. Serra Leoa (114) 3. Moçambique (116) 4. Namíbia (121) 5. Angola (122) 6. Guiné-Bissau (123) 7. Malawi (126) 8. Togo (128) 9. Sudão (129) 10. Ruanda (133) 11. Tanzânia (137) 12. Guiné Equatorial (139) 13. Essuatíni (139) 14. Lesoto (144) | 1. Comores (146) 2. Botsuana (147) 3. Burundi (148) 4. Etiópia (150) 5. Libéria (152) 6. Maurícia (157) 7. Gâmbia (161) 8. Sudão do Sul (169) 9. Chade (175) 10. Seicheles (192) 11. Djibouti (195) 12. Somália (202) 13. Eritreia (202) |

## Primeira fase
A primeira fase consiste em 14 confrontos de ida e volta entre as 28 piores seleções ranqueadas. O sorteio para primeira fase ocorreu em 29 de julho de 2019, no Cairo, Egito.
| Equipe 1            | Total       | Equipe 2         | 1.º jogo | 2.º jogo  |
| ------------------- | ----------- | ---------------- | -------- | --------- |
| Etiópia             | 1–1 (gf)    | Lesoto           | 0–0      | 1–1       |
| Somália             | 2–3         | Zimbabwe         | 1–0      | 1–3       |
| Eritreia            | 1–4         | Namíbia          | 1–2      | 0–2       |
| Burundi             | 2–2 (0–3 p) | Tanzânia         | 1–1      | 1–1 (pro) |
| Djibouti            | 2–1         | Essuatíni        | 2–1      | 0–0       |
| Botsuana            | 0–1         | Malawi           | 0–0      | 0–1       |
| Gâmbia              | 1–3         | Angola           | 0–1      | 1–2       |
| Libéria             | 3–2         | Serra Leoa       | 3–1      | 0–1       |
| Maurícia            | 0–3         | Moçambique       | 0–1      | 0–2       |
| São Tomé e Príncipe | 1–3         | Guiné-Bissau     | 0–1      | 1–2       |
| Sudão do Sul        | 1–2         | Guiné Equatorial | 1–1      | 0–1       |
| Comores             | 1–3         | Togo             | 1–1      | 0–2       |
| Chade               | 1–3         | Sudão            | 1–3      | 0–0       |
| Seicheles           | 0–10        | Ruanda           | 0–3      | 0–7       |

## Segunda fase
Na segunda fase as 26 seleções melhores colocadas se juntam aos 14 vencedores da primeira fase. As seleções foram divididas em dez grupos com quatro seleções cada. O sorteio foi realizado em 21 de janeiro de 2020 em Cairo no Egito.
|  | Equipes classificadas à terceira fase |
|  | Equipes eliminadas                    |

### Grupo A
| Pos | Equipe         | Pts | J | V | E | D | GP | GC | SG  | Classificado        |  | ALG | BFA | NIG | DJI |
| --- | -------------- | --- | - | - | - | - | -- | -- | --- | ------------------- |  | --- | --- | --- | --- |
| 1   | Argélia        | 14  | 6 | 4 | 2 | 0 | 25 | 4  | +21 | Avança para 3ª Fase |  | —   | 2–2 | 6–1 | 8–0 |
| 2   | Burquina Fasso | 12  | 6 | 3 | 3 | 0 | 12 | 4  | +8  | Eliminados          |  | 1–1 | —   | 1–1 | 2–0 |
| 3   | Níger          | 7   | 6 | 2 | 1 | 3 | 13 | 17 | −4  | Eliminados          |  | 0–4 | 0–2 | —   | 7–2 |
| 4   | Djibouti       | 0   | 6 | 0 | 0 | 6 | 4  | 29 | −25 | Eliminados          |  | 0–4 | 0–4 | 2–4 | —   |

### Grupo B
| Pos | Equipe           | Pts | J | V | E | D | GP | GC | SG | Classificado        |  | TUN | EQG | ZAM | MTN |
| --- | ---------------- | --- | - | - | - | - | -- | -- | -- | ------------------- |  | --- | --- | --- | --- |
| 1   | Tunísia          | 13  | 6 | 4 | 1 | 1 | 11 | 2  | +9 | Avança para 3ª Fase |  | —   | 3–0 | 3–1 | 3–0 |
| 2   | Guiné Equatorial | 11  | 6 | 3 | 2 | 1 | 6  | 5  | +1 | Eliminados          |  | 1–0 | —   | 2–0 | 1–0 |
| 3   | Zâmbia           | 7   | 6 | 2 | 1 | 3 | 8  | 9  | −1 | Eliminados          |  | 0–2 | 1–1 | —   | 4–0 |
| 4   | Mauritânia       | 2   | 6 | 0 | 2 | 4 | 2  | 11 | −9 | Eliminados          |  | 0–0 | 1–1 | 1–2 | —   |

### Grupo C
| Pos | Equipe                    | Pts | J | V | E | D | GP | GC | SG | Classificado        |  | NGA | CPV | LBR | CTA |
| --- | ------------------------- | --- | - | - | - | - | -- | -- | -- | ------------------- |  | --- | --- | --- | --- |
| 1   | Nigéria                   | 13  | 6 | 4 | 1 | 1 | 9  | 3  | +6 | Avança para 3ª Fase |  | —   | 1–1 | 2–0 | 0–1 |
| 2   | Cabo Verde                | 11  | 6 | 3 | 2 | 1 | 8  | 6  | +2 | Eliminados          |  | 1–2 | —   | 1–0 | 2–1 |
| 3   | Libéria                   | 6   | 6 | 2 | 0 | 4 | 5  | 8  | −3 | Eliminados          |  | 0–2 | 1–2 | —   | 3–1 |
| 4   | República Centro-Africana | 4   | 6 | 1 | 1 | 4 | 4  | 9  | −5 | Eliminados          |  | 0–2 | 1–1 | 0–1 | —   |

### Grupo D
| Pos | Equipe          | Pts | J | V | E | D | GP | GC | SG  | Classificado        |  | CMR | CIV | MOZ | MWI |
| --- | --------------- | --- | - | - | - | - | -- | -- | --- | ------------------- |  | --- | --- | --- | --- |
| 1   | Camarões        | 15  | 6 | 5 | 0 | 1 | 12 | 3  | +9  | Avança para 3ª Fase |  | —   | 1–0 | 3–1 | 2–0 |
| 2   | Costa do Marfim | 13  | 6 | 4 | 1 | 1 | 10 | 3  | +7  | Eliminados          |  | 2–1 | —   | 3–0 | 2–1 |
| 3   | Moçambique      | 4   | 6 | 1 | 1 | 4 | 2  | 8  | −6  | Eliminados          |  | 0–1 | 0–0 | —   | 1–0 |
| 4   | Malawi          | 3   | 6 | 1 | 0 | 5 | 2  | 12 | −10 | Eliminados          |  | 0–4 | 0–3 | 1–0 | —   |

### Grupo E
| Pos | Equipe | Pts | J | V | E | D | GP | GC | SG  | Classificado        |  | MLI | UGA | KEN | RWA |
| --- | ------ | --- | - | - | - | - | -- | -- | --- | ------------------- |  | --- | --- | --- | --- |
| 1   | Mali   | 16  | 6 | 5 | 1 | 0 | 11 | 0  | +11 | Avança para 3ª Fase |  | —   | 1–0 | 5–0 | 1–0 |
| 2   | Uganda | 9   | 6 | 2 | 3 | 1 | 3  | 2  | +1  | Eliminados          |  | 0–0 | —   | 1–1 | 1–0 |
| 3   | Quénia | 6   | 6 | 1 | 3 | 2 | 4  | 9  | −5  | Eliminados          |  | 0–1 | 0–0 | —   | 2–1 |
| 4   | Ruanda | 1   | 6 | 0 | 1 | 5 | 2  | 9  | −7  | Eliminados          |  | 0–3 | 0–1 | 1–1 | —   |

### Grupo F
| Pos | Equipe | Pts | J | V | E | D | GP | GC | SG | Classificado        |  | EGY | GAB | LBY | ANG |
| --- | ------ | --- | - | - | - | - | -- | -- | -- | ------------------- |  | --- | --- | --- | --- |
| 1   | Egito  | 14  | 6 | 4 | 2 | 0 | 10 | 4  | +6 | Avança para 3ª Fase |  | —   | 2–1 | 1–0 | 1–0 |
| 2   | Gabão  | 7   | 6 | 2 | 1 | 3 | 7  | 8  | −1 | Eliminados          |  | 1–1 | —   | 1–0 | 2–0 |
| 3   | Líbia  | 7   | 6 | 2 | 1 | 3 | 4  | 7  | −3 | Eliminados          |  | 0–3 | 2–1 | —   | 1–1 |
| 4   | Angola | 5   | 6 | 1 | 2 | 3 | 6  | 8  | −2 | Eliminados          |  | 2–2 | 3–1 | 0–1 | —   |

### Grupo G
| Pos | Equipe        | Pts | J | V | E | D | GP | GC | SG | Classificado        |  | GHA | RSA | ETH | ZIM |
| --- | ------------- | --- | - | - | - | - | -- | -- | -- | ------------------- |  | --- | --- | --- | --- |
| 1   | Gana          | 13  | 6 | 4 | 1 | 1 | 7  | 3  | +4 | Avança para 3ª Fase |  | —   | 1–0 | 1–0 | 3–1 |
| 2   | África do Sul | 13  | 6 | 4 | 1 | 1 | 6  | 2  | +4 | Eliminados          |  | 1–0 | —   | 1–0 | 1–0 |
| 3   | Etiópia       | 5   | 6 | 1 | 2 | 3 | 4  | 7  | −3 | Eliminados          |  | 1–1 | 1–3 | —   | 1–0 |
| 4   | Zimbabwe      | 2   | 6 | 0 | 2 | 4 | 2  | 7  | −5 | Eliminados          |  | 0–1 | 0–0 | 1–1 | —   |

### Grupo H
| Pos | Equipe  | Pts | J | V | E | D | GP | GC | SG  | Classificado        |  | SEN | TOG | NAM | CGO |
| --- | ------- | --- | - | - | - | - | -- | -- | --- | ------------------- |  | --- | --- | --- | --- |
| 1   | Senegal | 16  | 6 | 5 | 1 | 0 | 15 | 4  | +11 | Avança para 3ª Fase |  | —   | 2–0 | 4–1 | 2–0 |
| 2   | Togo    | 8   | 6 | 2 | 2 | 2 | 5  | 6  | −1  | Eliminados          |  | 1–1 | —   | 0–1 | 1–1 |
| 3   | Namíbia | 5   | 6 | 1 | 2 | 3 | 5  | 10 | −5  | Eliminados          |  | 1–3 | 0–1 | —   | 1–1 |
| 4   | Congo   | 3   | 6 | 0 | 3 | 3 | 5  | 10 | −5  | Eliminados          |  | 1–3 | 1–2 | 1–1 | —   |

### Grupo I
| Pos | Equipe       | Pts | J | V | E | D | GP | GC | SG  | Classificado        |  | MAR | GNB | GUI | SDN |
| --- | ------------ | --- | - | - | - | - | -- | -- | --- | ------------------- |  | --- | --- | --- | --- |
| 1   | Marrocos     | 18  | 6 | 6 | 0 | 0 | 20 | 1  | +19 | Avança para 3ª Fase |  | —   | 5–0 | 3–0 | 2–0 |
| 2   | Guiné-Bissau | 6   | 6 | 1 | 3 | 2 | 5  | 11 | −6  | Eliminados          |  | 0–3 | —   | 1–1 | 0–0 |
| 3   | Guiné        | 4   | 6 | 0 | 4 | 2 | 5  | 11 | −6  | Eliminados          |  | 1–4 | 0–0 | —   | 2–2 |
| 4   | Sudão        | 3   | 6 | 0 | 3 | 3 | 5  | 12 | −7  | Eliminados          |  | 0–3 | 2–4 | 1–1 | —   |

### Grupo J
| Pos | Equipe     | Pts | J | V | E | D | GP | GC | SG | Classificado        |  | COD | BEN | TAN | MAD |
| --- | ---------- | --- | - | - | - | - | -- | -- | -- | ------------------- |  | --- | --- | --- | --- |
| 1   | RD Congo   | 11  | 6 | 3 | 2 | 1 | 9  | 3  | +6 | Avança para 3ª Fase |  | —   | 2–0 | 1–1 | 2–0 |
| 2   | Benim      | 10  | 6 | 3 | 1 | 2 | 5  | 4  | +1 | Eliminados          |  | 1–1 | —   | 0–1 | 2–0 |
| 3   | Tanzânia   | 8   | 6 | 2 | 2 | 2 | 6  | 8  | −2 | Eliminados          |  | 0–3 | 0–1 | —   | 3–2 |
| 4   | Madagascar | 4   | 6 | 1 | 1 | 4 | 4  | 9  | −5 | Eliminados          |  | 1–0 | 0–1 | 1–1 | —   |

## Terceira fase
As 10 equipes vencedoras dos grupos da segunda fase serão divididas em 5 chaves de 2 seleções que jogarão partidas de ida e volta. O vencedor de cada chave se classifica pra Copa do Mundo FIFA de 2022.
| Equipe 1 | Total       | Equipe 2 | 1.º jogo | 2.º jogo  |
| -------- | ----------- | -------- | -------- | --------- |
| Egito    | 1–1 (1–3 p) | Senegal  | 1–0      | 0–1 (pro) |
| Camarões | 2–2 (gf)    | Argélia  | 0–1      | 2–1 (pro) |
| Gana     | 1–1 (gf)    | Nigéria  | 0–0      | 1–1       |
| RD Congo | 2–5         | Marrocos | 1–1      | 1–4       |
| Mali     | 0–1         | Tunísia  | 0–1      | 0–0       |